# Nuspojave (album)
Nuspojave je sedmi studijski album album hrvatskog rock-sastava Goran Bare & Majke. Objavljen je 30. ožujka 2018. godine.   
Album je predstavljen s dva singla ("Ljubav krvari" i "To nije igra"), za koje su snimljeni i glazbeni spotovi. Pjesma "Osvijesti me" također je objavljena kao singl godinu dana prije izlaska albuma, ali se na albumu našla u novom aranžmanu. Glazbeni producent albuma jest Mario Rašić, koji je inače i basist skupine. Goran Bare potpisuje glazbu i tekstove za sve pjesme osim za pjesmu "I dok pleše sama s kišom", koju je napisala Lidija Bajuk. 

## Popis pjesama
| Br. | Skladba                      | Trajanje |
| --- | ---------------------------- | -------- |
| 1.  | »Ljubav krvari«              | 8:47     |
| 2.  | »To nije igra«               | 5:47     |
| 3.  | »Osvijesti me«               | 6:47     |
| 4.  | »Skarabej go-go«             | 7:11     |
| 5.  | »Dobri anđeo te noći je pao« | 6:22     |
| 6.  | »I dok pleše sama s kišom«   | 6:31     |
| 7.  | »Zašto«                      | 4:33     |

## Osoblje
Goran Bare & Majke
- Goran Bare – vokali
- Kruno Domaćinović – gitara
- Davor Rodik – pedal steel gitara
- Berislav Blažević – klavijature
- Mario Rašić – bas-gitara, programiranje
- Alen Tibljaš – bubnjevi

Ostalo osoblje
- Tonski snimatelji – Matej Pečaver i Matej Gobac
- Miks – Matej Pečaver
- Mastering – Matej Gobac